# 末期症状
末期症状（まっきしょうじょう）
1. 疾病中の患者が死が間近になった時に露にする救うことの困難な症状[1]。
2. 人間・生物でなく不安定な状態の政党や政権、企業などの組織が崩壊への兆候を見せている状態を末期症状と呼ぶことがある。